# Gerardus Antonius van Bovene
Gerardus Antonius van Bovene (Rotterdam, 22 mei 1898 – Den Haag, 17 december 1945) was een Nederlandse schrijver en radioverslaggever van de NIROM te Batavia.
Van Bovene volgde het middelbaar onderwijs. Vervolgens werd hij in Batavia tot bestuursambtenaar opgeleid. In 1919 werd hij hoofdredacteur van de Preangerbode, en in 1926 werd hij hoofdredacteur van het persbureau Aneta.
Hij was bekend vanwege zijn radioprogramma's die merendeels over de Indische cultuur en samenleving gingen. Op 3 juli 1938 maakte hij als eerste radioverslaggever in Indië een verslag tijdens de opening van de luchtlijn Batavia-Sydney door de Koninklijke Nederlandsch-Indische Luchtvaart Maatschappij (KNILM). Verder maakte hij in 1940 een reis naar Japan, waar hij ervan versteld stond hoe de Japanners de radio als medium gebruikte. Hij merkte dan ook eens op dat de radio aldaar een middel was om werkloosheid te bestrijden.
Van Bovene overleed op 47-jarige leeftijd in het Rode Kruis Ziekenhuis te Den Haag.

## Onderscheidingen
- ridderkruis van de draak van Annam
- officierskruis van verdienste